# Александро-Невское (Новосибирская область)
Александро-Невское — село в Убинском районе Новосибирской области, центр Невского сельсовета.

## География
Село расположено в восточной части Барабинской низменности.

## Население
| 2002 | 2007 | 2010 |
| ---- | ---- | ---- |
| 506  | ↗514 | ↘429 |

## История
Село основали переселенцы из Полтавской, Пензенской, Тульской и Витебской губерний. Село Александро-Невское было образовано из двух сел: Александро-Невского и Мариинского. В селе Александро-Невское жили переселенцы из Полтавской и Пензенской губерний. Мариинский поселок заселялся людьми из Тульской и Витебской губерний. Село Александро-Невское относилось к Тоскаевой волости Барабинского района, а Мариинский к Убинской волости.
Переселенцы приехали в 1896 году, ехали добровольно, но государство оказывало им помощь, были снижены цены на железнодорожные билеты. Доехали до Омска, дальше ещё не было железной дороги, тогда уехали в Павлодар, но там не понравилось, и вернулись в Омск. К этому времени железная дорога была проложена до Барабинска. Место поселения выбрали там, где больше было леса. Таким местом оказалось будущее село Александро-Невское. Переселенцы из Полтавской губернии поселились на одной улице. Первое время жили в землянках. Строили хаты, похожие на украинские: крыши крыли соломкой, полы были глинобитные, дома строили пятистенные, крытые соломой и земляными пластами. Земля не распределялась, каждый занимал место, где хотел. Под пашню вырубали леса. Пашни одного хозяина могли быть в разных местах. В поселке Мариинском земля распределялась. Первое время землю обрабатывали сохой. Зерно мололи ручными мельницами, затем стали строить частные ветряные мельницы. Посуда была деревянная, глиняная — удлиненной формы. Избы освещали лучинами или коптилками, для горения которых использовали жир. Одежду носили домотканую, холст ткали из конопли и льна. Из шерсти вырабатывали грубое сукно. Кожу сами выделывали и шили обувь. Главным занятием было земледелие и разведение скота, некоторые занимались охотой. В селе беднякам приходилось батрачить у зажиточных людей. Люди были неграмотными, школы не было, потом грамоте стали обучать на дому. Постоянная школа образовалась в 1909 году, всего было три класса. Эта школа была при молельном доме. Первыми учителями были Виктор Михайлович Мелеев и Прасковья Михайловна. Многие не учились, особенно девочки.
Коллективизация в селе началась в 1930 году, но основная масса крестьян вступила в колхоз в 1931 году, организатором его были бедняки. Раскулаченных крестьян выселяли за болото. Общественный скот держали по частным домам. Сначала был один колхоз «Красная Нива». В 1934 году колхоз разделился на две артели: «Красная Нива» на территории Пензы и поселка Красная Нива и колхоз «Кузбасс» на территории посёлка Мариинского. В колхозе было четыре бригады, за каждой была закреплена земля, лошади, инвентарь. Земли обрабатывали вручную. Затем Убинский район стал выделять трактор для молотьбы, за что колхозники должны были отрабатывать в совхозе. В 1934 году появился собственный трактор.
Невский сельский совет образован в 1925 году. Население сельсовета в 1940 году: Александро-Невское — 851 человек, Мариинский — 426 человек.

## Экономика
Совхоз «Невский» Убинского района Новосибирской области образован в 1963 году в результате разукрупнения совхоза «Кожурлинский». Реорганизован в акционерное общество закрытого типа «Невское». Позже преобразован в сельскохозяйственный производственный кооператив «Колхоз Невский», прекратил деятельность в 2006 году.